# 沙滩河水库
沙滩河水库是中国四川省达州市达县境内的一座水库，位于渠江水系巴河支流固家河上，建于1979年。水库正常库容为2170万立方米，集雨面积为75平方千米，海拔为531.32米。